# Українська Хліборобська Партія
Українська Хліборобська Партія — нечисленна партія в Галичині, виникла 1922. Стояла на платформі угоди з поляками, брала участь у виборах до Польського Сейму (їх бойкотували всі інші українські партії), у яких здобула (5.11.1922) при допомозі урядових кіл 5 мандатів. Лідери: С. Данилович, М. Яцків, С. Твердохліб, о. М. Ільків; орган — щоденник «Рідний Край». У. Х. П. діяла гол. на Покутті і по виборах поволі завмерла.
За угодовську політику її членів в українському суспільстві прозивали «хлібоїдами».